# Nájif Hawátma
Nájif Hawátma (arabsky نايف حواتمة‎; * 1935 Salt) je palestinský politik.

## Život
Narodil se v roce 1935 v Saltu do rodiny beduínů katolického vyznání. V roce 1955 odjel do Káhiry studovat medicínu, avšak po roce studium přerušil kvůli suezské krizi. Po návratu do Jordánska pracoval jako učitel, novinář a publicista. V roce 1967 získal bakalářský titul v oboru filozofie na Arabské univerzitě v Bejrútu a v roce 1976 získal doktorát na univerzitě v Moskvě.
Jako středoškolák se koncem roku 1952 připojil k panarabskému Arabskému nacionalistickému hnutí, které založil George Habaš. Do roku 1957 byl v Jordánsku tajně politicky činný za toto hnutí. Po zákazu hnutí v roce 1959 byl v nepřítomnosti odsouzen k trestu smrti, načež odešel přes Sýrii do Libanonu, kde vedl skupiny hnutí v Tripolisu a Týru. Počátkem 60. let odešel do Iráku, kde byl 14 měsíců vězněn za podněcování proti předsedovi vlády Abdulovi Karimu Kásimovi. V roce 1963 byl na přímluvu Gamála Násira propuštěn a bylo mu umožněno odjet do Egypta. Odtud odjel do Jemenu, aby se připojil k Frontě za osvobození okupovaného Jižního Jemenu bojující proti britské nadvládě na jihu země.
V roce 1967 se vrátil do Jordánska a o rok později se stal spoluzakladatelem Lidové fronty pro osvobození Palestiny. Po sporu o vedení s Georgem Habašem se v roce 1969 spolu s Jásirem Abedem Rabbem a dalšími odtrhl a založil Demokratickou frontu pro osvobození Palestiny (DFOP), již byl generálním tajemníkem. Po neúspěchu Černého záři, v němž DFOP utrpěla těžké ztráty, byl Hawátma stejně jako ostatní bojovníci a funkcionáři Organizace pro osvobození Palestiny vyhoštěn z Jordánska a usadil se v Libanonu.
Byl jedním z prvních zastánců myšlenky nezávislého palestinského státu a obhajoval dvoustátní řešení založené na jednání s Izraelem. Od roku 1969 usiloval o dialog s izraelskou levicí, zejména s komunistickou organizací Macpen. V dubnu 1974 zahájil mediální kampaň, ve které vyzýval Izraelce k uzavření mírové dohody na základě příslušných rezolucí OSN a práva Palestinců na sebeurčení. O několik týdnů později zaútočilo komando DFOP na střední školu v Ma'alot, přičemž bylo zavražděno 22 studentů. Po tomto útoku se již nehovořilo o možném dialogu s Izraelem.
Po okupaci Libanonu Izraelem v roce 1982 se přestěhoval do Sýrie, která finančně podporuje DFOP. Podle něj ztratila DFOP od svého vzniku v roce 1969 do roku 1987 v násilných střetech 5000 členů. Po roce 1988 byla většina ozbrojených aktivit skupiny omezena.
V roce 1990 mu byl po dvaceti letech umožněn vstup do Jordánska. Zúčastnil se zde konference na podporu Saddáma Husajna, jehož vojska vtrhla do Kuvajtu.
V roce 1999 se zúčastnil státního pohřbu Husajna I. Mimo jiné se zde setkal izraelským prezidentem Ezerem Weizmanem, potřásl si s ním rukou a označil ho za „muže míru“. V témže roce vláda USA vyřadila DFOP ze seznamu teroristických organizací.
V roce 2007 Izrael prohlásil, že Hawátmovi poprvé od roku 1967 umožní vstup na Západní břeh Jordánu, aby se mohl zúčastnit zasedání rady Organizace pro osvobození Palestiny (OOP). V roce 2013 vláda Palestinské autonomie požádala Izrael o souhlas s Hawátmovým přestěhováním do části Západního břehu Jordánu kontrolované Palestinskou autonomií. Po vypuknutí syrské občanské války v roce 2011 se usadil v Jordánsku.
V roce 2023 se ozbrojené křídlo DFOP, Brigády palestinského národního odporu, připojilo k Hamásu v rámci útoku proti Izraeli. Skupina tuto účast potvrdila 8. října.

## Názory
Vyhradil se proti Madridské konferenci a podpisu dohod z Osla.
Odmítl palestinské sebevražedné útoky v Izraeli. V roce 2003 se distancoval od taktiky Hamásu a pro deník Süddeutsche Zeitung uvedl, že bojovníci DFOP bojují na okupovaných územích pouze proti izraelským vojákům a osadníkům a že odmítá vraždění nezúčastněných civilistů.